# Ismaila Diagne
Ismaila Diagne (Nguekokh, 20 de diciembre de 2006) es un jugador de baloncesto senegalés. Con 2,14 metros de estatura juega en la posición de pívot en la Universidad Gonzaga, formando parte de los Gonzaga Bulldogs con los que disputa la NCAA.

## Trayectoria
Diagne nació en Nguekokh y en 2019, con apenas 13 años ingresó en la cantera del Real Madrid para jugar en el equipo infantil "A". Su descubridor fue el ojeador especializado en baloncesto de base africano José Antonio Pelos Expósito.
En las temporadas 2022-23 y 2023-24, formaría parte del junior "A" así como del filial de Liga EBA.
El 7 de mayo de 2023, hace su debut en la Liga Endesa en un encuentro frente al Unicaja Málaga, convirtiéndose en el segundo jugador más joven en debutar con el Real Madrid en partido oficial. Diagne salió a pista a 55 segundos para el término del partido, que terminó con victoria por 102-90 y anotó un punto.
El 18 de junio de 2024, ingresa en la Universidad Gonzaga, situada en Spokane, Washington, para formar parte de los Gonzaga Bulldogs con los que disputa la NCAA.